# Piła (Końskie)
Pour les articles homonymes, voir Piła (homonymie).
Piła est une localité polonaise de la gmina et du powiat de Końskie en voïvodie de Sainte-Croix.